# Liriomyza flavopicta
Liriomyza flavopicta este o specie de muște din genul Liriomyza, familia Agromyzidae, descrisă de Friedrich Georg Hendel în anul 1931.
Este endemică în Sweden. Conform Catalogue of Life specia Liriomyza flavopicta nu are subspecii cunoscute.